# Lenningen, Luxemburg
Lenningen är en kommun i Luxemburg.   Den ligger i kantonen Canton de Remich och distriktet Grevenmacher, i den sydöstra delen av landet, 17 kilometer öster om huvudstaden Luxemburg. Antalet invånare är 1 805. Arean är 20,4 kvadratkilometer.
Terrängen i Lenningen är huvudsakligen platt.
.

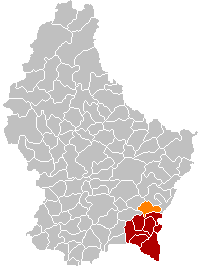
Lenningen markerad med orange i karta över Luxemburg

Trakten runt Lenningen består till största delen av jordbruksmark. Runt Lenningen är det ganska tätbefolkat, med 134 invånare per kvadratkilometer.